# 施槐青
施槐青（？年—1950年1月），四川省江津縣麻柳鄉人，鹽商，曾任立法院立法委員。

## 經歷[1]
- 同豐銀行副董事長[2]
- 民國廿二年（1933年），江津縣農工銀行（四川農工銀行）常務董事[3]
- 民國三十年（1941年），綦岸總經理。（綦岸：江津縣所屬的江口，是川鹽入黔轉運的重要口岸。）[4]
- 協成鹽號總經理，兼上海分莊經理
- 重慶市錢業公會聯合會常務理事
- 民國卅一年（1942年），歷任各屆江津縣臨時參議會參議員[5]
- 民國卅四年（1945年），江津縣參議會參議員（麻柳鄉）[6]
- 民國卅七年（1948年），當選立法委員。
- 1950年1月，被殺害於江津縣城外體育場[7]

## 出席立法院會期委員會
第一屆第一會期
- 經濟及資源委員會
- 財政及金融委員會